# Campeonato Carioca de Futebol de 1988 - Segunda Divisão
O Campeonato Carioca da Segunda Divisão de 1988 foi uma edição da segunda divisão do campeonato estadual de futebol profissional do Rio de Janeiro. A competição foi organizada pela Federação de Futebol do Estado do Rio de Janeiro (FERJ).
Foram promovidos ao final do certame, para a Primeira Divisão, Nova Cidade (campeão) e Olaria (vice-campeão) para os lugares de Goytacaz e Friburguense.

## Participantes
O Campeonato Estadual da Segunda Divisão foi disputado pelas seguintes agremiações:
- Bonsucesso Futebol Clube, do Rio de Janeiro
- Campo Grande Atlético Clube, do Rio de Janeiro
- Central Sport Club, de Barra do Piraí
- Madureira Esporte Clube, do Rio de Janeiro
- Mesquita Futebol Clube, de Nova Iguaçu
- Esporte Clube Miguel Couto, de Nova Iguaçu
- Esporte Clube Nova Cidade, de Nilópolis
- Olaria Atlético Clube, do Rio de Janeiro
- Paduano Esporte Clube, de Santo Antônio de Pádua
- Associação Atlética Portuguesa, do Rio de Janeiro
- Rubro Atlético Clube, de Araruama
- São Cristovão de Futebol e Regatas, do Rio de Janeiro
- Serrano Futebol Clube, de Petrópolis
- Tomazinho Futebol Clube, de São João de Meriti